# دوهما
دوهما (به آلمانی: Dohma) یک روستا و شهر در آلمان است که در زکزیشه شوایتس-اوسترتسگبیرگه واقع شده‌است. دوهما ۲٬۱۰۳ نفر جمعیت دارد.